# Neojordensia
Neojordensia es un género de ácaros perteneciente a la familia Ascidae.

## Especies
- Neojordensia asetosa Kandil, 1979
- Neojordensia lativentris Karg, 1982
- Neojordensia lawrencei (Evans, 1957)
- Neojordensia levis (Oudemans & Voigts, 1904)